# 君に幸あれよ
『君に幸あれよ』（きみにさちあれよ）は、2023年2月4日にユーロスペースを皮切りに全国公開された日本映画。
俳優で写真家として活動する櫻井圭佑（当時25歳）が、オリジナル脚本で撮り上げた初監督長編作品。
本作は、20代の新進気鋭のスタッフ・キャストが中心に製作された。

## あらすじ
巷では狂犬と呼ばれて恐れられる真司は、過去に大切な弟分を亡くしたことから、人に興味を持つことを避けて生きてきた。債権回収などの裏稼業で生計を立てていた彼は、ある日、理人という不思議な青年と出会う。理人と一緒に過ごすうちに、次第に穏やかな日々を取り戻していく真司。しかし、真司の過去の過ちが原因で理人が事件に巻き込まれてしまい、それをきっかけに真司の心に再び激しい思いが湧きあがる。
主人公の真司役に「無頼」「花と雨」などに出演した小橋川建、不思議な青年・理人役に「僕たちは変わらない朝を迎える」「透明花火」の高橋雄祐。そのほか「岬の兄弟」の松浦祐也、「朝が来る」の中島ひろ子、「冷たい熱帯魚」の諏訪太朗ら実力派が脇を固める。

## キャスト
- 小橋川建
- 髙橋雄祐
- 玉代勢圭司
- 海老沢七海
- 浦山佳樹
- 久場雄太
- 鈴木武
- 二宮芽生
- 松浦祐也
- 中島ひろ子
- 諏訪太朗

## スタッフ
- 監督 / 脚本 / 編集：櫻井圭佑
- 音楽：鶴田海王
- プロデューサー：小橋川建、櫻井圭佑、高橋雄祐
- アソシエイトプロデューサー：前信介
- 撮影：寺本慎太朗
- 助監督：柳田絋
- 照明：渡邊大和
- 録音：寒川聖美
- 撮影助手：長橋隆一郎
- ヘアメイク：UBI
- 制作：鹿江莉生
- 配給・宣伝：MAP